# Pallavolo ai XII Giochi panamericani - Torneo maschile
L'XI campionato di pallavolo maschile ai Giochi panamericani si è svolto dal 12 al 18 agosto 1995 a Mar del Plata, in Argentina, durante i XII Giochi panamericani. Al torneo hanno partecipato 7 squadre nazionali nordamericane e sudamericane e la vittoria finale è andata per la prima volta all'Argentina.

## Squadre partecipanti
- Argentina
- Brasile
- Canada
- Cuba
- Porto Rico
- Stati Uniti
- Venezuela

## Gironi
| Girone A                         | Girone B                      |
| -------------------------------- | ----------------------------- |
| Argentina Porto Rico Stati Uniti | Brasile Canada Cuba Venezuela |

### Gruppo A
| М | Squadra     | Argentina (bandiera) | Stati Uniti (bandiera) | Porto Rico (bandiera) | G | V | P | SV/SP | Punti |
| - | ----------- | -------------------- | ---------------------- | --------------------- | - | - | - | ----- | ----- |
| 1 | Argentina   |                      | 3:0                    | 3:0                   | 2 | 2 | 0 | 6:0   | 4     |
| 2 | Stati Uniti | 0:3                  |                        | 3:0                   | 2 | 1 | 1 | 3:3   | 3     |
| 3 | Porto Rico  | 0:3                  | 0:3                    |                       | 2 | 0 | 2 | 0:6   | 2     |

Risultati
13 marzo: Argentina — Porto Rico 3:0 (15:3, 15:10, 15:12)
14 marzo: Stati Uniti — Porto Rico 3:0 (15:12, 15:12, 15:5).
15 marzo: Argentina — Stati Uniti 3:0 (15:6, 15:12, 15:8).

### Gruppo B
| М | Squadra   | Cuba (bandiera) | Venezuela (bandiera) | Canada (bandiera) | Brasile (bandiera) | G | V | P | SV/SP | Punti |
| - | --------- | --------------- | -------------------- | ----------------- | ------------------ | - | - | - | ----- | ----- |
| 1 | Cuba      |                 | 3:1                  | 3:1               | 3:0                | 3 | 3 | 0 | 9:2   | 6     |
| 2 | Venezuela | 1:3             |                      | 2:3               | 3:0                | 3 | 1 | 2 | 6:6   | 4     |
| 3 | Canada    | 1:3             | 3:2                  |                   | 0:3                | 3 | 1 | 2 | 4:8   | 4     |
| 4 | Brasile   | 0:3             | 0:3                  | 3:0               |                    | 3 | 1 | 2 | 3:6   | 4     |

13 marzo: Cuba — Venezuela 3:1 (13:15, 15:6, 15:9, 15:1); Brasile — Canada 3:0 (15:11, 15:6, 15:13).
14 marzo: Venezuela — Brasile 3:0 (15:13, 15:7, 15:6); Cuba — Canada 3:1 (10:15, 15:9, 15:2, 16:14).
15 marzo: Canada — Venezuela 3:2 (11:15, 15:12, 15:12, 12:15, 15:12); Cuba — Brasile 3:0.

## Fase finale

### Finali 1º e 3º posto
|  | 1º posto - 4º posto | 1º posto - 4º posto | 1º posto - 4º posto |             |           | 1º/2º posto | 1º/2º posto | 1º/2º posto |  |
|  |                     |                     |                     |             |           |             |             |             |  |
|  | Argentina           | Argentina           | 3                   |             |           |             |             |             |  |
|  | Argentina           | Argentina           | 3                   |             |           |             |             |             |  |
|  | Venezuela           | Venezuela           | 0                   |             |           |             |             |             |  |
|  | Venezuela           | Venezuela           | 0                   |             | Argentina | Argentina   | 3           |             |  |
|  |                     |                     |                     |             | Argentina | Argentina   | 3           |             |  |
|  |                     |                     | Stati Uniti         | Stati Uniti | 2         |             |             |             |  |
|  | Stati Uniti         | Stati Uniti         | Stati Uniti         | Stati Uniti | 2         | 3           |             |             |  |
|  | Stati Uniti         | Stati Uniti         |                     |             |           | 3           |             |             |  |
|  | Cuba                | Cuba                | 2                   |             |           | 3º/4º posto | 3º/4º posto | 3º/4º posto |  |
|  | Cuba                | Cuba                | 2                   |             |           |             |             |             |  |
|  |                     |                     |                     |             |           |             |             |             |  |
|  |                     |                     |                     |             |           | Venezuela   | Venezuela   | 0           |  |
|  |                     |                     |                     |             |           | Venezuela   | Venezuela   | 0           |  |
|  |                     |                     |                     |             |           | Cuba        | Cuba        | 3           |  |

## Classifica finale
| Classifica | Squadre     |
| ---------- | ----------- |
|            | Argentina   |
|            | Stati Uniti |
|            | Cuba        |
| 4          | Venezuela   |
| 5          | Canada      |
| 6          | Porto Rico  |
| 7          | Brasile     |